# والتر دين
والتر دين (بالإنجليزية: Walter Dean)‏ هو لاعب كرة قدم أمريكية أمريكي، ولد في 1 يونيو 1968 في روستون في الولايات المتحدة.

## وصلات خارجية
- والتر دين على موقع مرجع كرة القدم المحترفة.كوم (الإنجليزية)